# Horatosphaga heteromorpha
Horatosphaga heteromorpha är en insektsart som först beskrevs av Karsch 1889.  Horatosphaga heteromorpha ingår i släktet Horatosphaga och familjen vårtbitare. Inga underarter finns listade i Catalogue of Life.